# Saint-Cyr-les-Vignes
Saint-Cyr-les-Vignes è un comune francese di 966 abitanti situato nel dipartimento della Loira della regione dell'Alvernia-Rodano-Alpi.

## Società

### Evoluzione demografica
Abitanti censiti